# Ibn al-Lihyaní
Abu-Yahya Zakariyyà al-Lihyaní (àrab: أبو يحيى زكرياء اللحياني, Abu Yaḥyà Zakariyyāʾ al-Liḥyānī) o simplement Ibn al-Lihyaní fou un xeic almohade, visir de l'emir hàfsida Abu-Assida Muhàmmad II (1294-1309) i finalment emir ell mateix (1311-1317).
A la mort de Muhàmmad II, amb el suport d'altres xeics i contra el tractat signat amb la branca de Bugia, va proclamar emir a Abu-Yahya Abu-Bakr aix-Xahid però aquest fou enderrocat al cap de 17 dies pel seu parent Abu-l-Baqà Khàlid, emir de Bugia. Ibn al-Lihyani va reagrupar forces i va buscar més suports, donant un cop d'estat el 1311 assolint el poder i proclamant-se emir. Inicialment es va beneficiar de la benevolència d'Abu-Yahya Abu-Bakr II, germà de l'emir derrocat Abu-l-Baqà Khàlid, revoltat a Constantina i que el 1312 es va apoderar de Bugia. Va fer front als atacs dels abdalwadites de Tlemcen (1313 a 1315) i a partir del 1315 o 1316 als d'Abu-Yahya Abu-Bakr de Bugia. El 1317, pressionat per l'exèrcit de Bugia, va evacuar Ifríqiya deixant el comandament i el títol d'emir al seu fill Abu-Darba Muhàmmad.